# آرون مورلی
آرون مورلی (انگلیسی: Aaron Morley؛ زادهٔ ۲۷ فوریهٔ ۲۰۰۰) بازیکن فوتبال اهل بریتانیا است.
از باشگاه‌هایی که در آن بازی کرده‌است می‌توان به باشگاه فوتبال روچدیل اشاره کرد.